# Gare d'Aboshi
La gare d'Aboshi (網干駅, Aboshi-eki) est une gare ferroviaire localisée dans la ville d'Himeji, dans la préfecture de Hyōgo au Japon. La gare est exploitée par la compagnie JR West, sur la ligne Sanyō.

## Situation ferroviaire
Établie à 9 mètres d'altitude, la gare d'Aboshi est située au point kilométrique (PK) 65.1 de la ligne Sanyō. La gare se trouve à l'est du centre de triage de la  ville d'Himeji.

## Histoire
Le 11 novembre 1889, la gare est inaugurée par la compagnie Sanyo Railway. En 1987, la gestion de la gare revient à la JR West après le découpage de la société nationale japonaise des chemins de fer. En 2003, la carte ICOCA devient utilisable en gare.
En 2014, la fréquentation journalière de la gare était de 7 432 personnes. 
| 2010  | 2011  | 2012  | 2013  | 2014  |
| 7 498 | 7 420 | 7 579 | 7 706 | 7 432 |

## Service des voyageurs

### Accueil
La gare dispose d'un guichet, ouvert tous les jours de 7 h à 20 h, de billetterie automatique verte pour l'achat de titres de transport pour Shinkansen et train express La carte ICOCA est également possible pour l’accès aux portillons d’accès aux quais

### Desserte
La gare d'Aboshi est une gare disposant de deux quais et de trois voies. La desserte est effectuée par des trains, rapides ou locaux.
| N° de voie | Ligne   | Direction            |
| ---------- | ------- | -------------------- |
| 1          | A Sanyō | Himeji - Osaka       |
| 2          | A Sanyō | Banshū-Akō - Okayama |
| 3          | A Sanyō | Himeji - Osaka       |

Installations et desserte
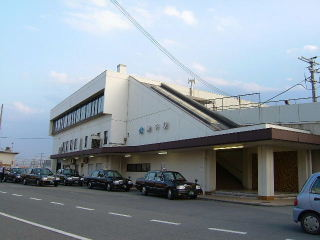
Local d’accès côté nord.
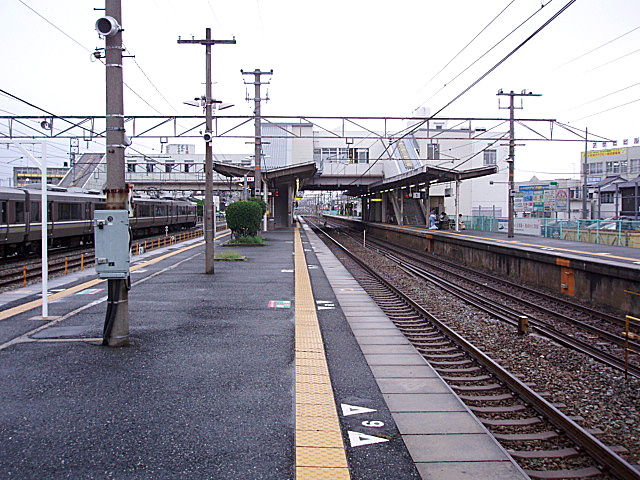
Quai et desserte.
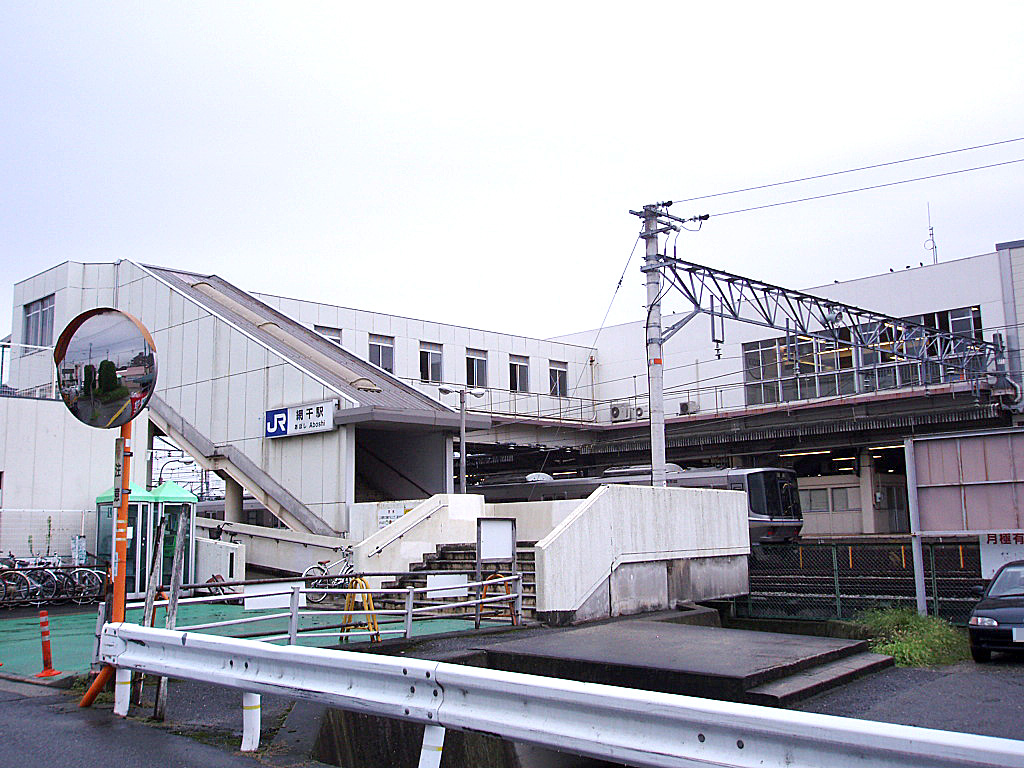
Local d’accès côté sud.

### Intermodalité
Un arrêt de bus du réseau Shinki Bus est  également disponible près de la gare.